# Alto Lucero (Tuxpan)
Alto Lucero es una localidad del estado mexicano de Veracruz. Es parte del municipio de Tuxpan.

## Demografía
| Gráfica de evolución demográfica |
|                                  |

| Censo | Población |
| ----- | --------- |
| 1930  | 315       |
| 1940  | 129       |
| 1950  | 175       |
| 1960  | 261       |
| 1970  | 947       |
| 1980  | 306       |
| 1990  | 5 766     |
| 1995  | 9 321     |
| 2000  | 10 850    |
| 2005  | 13 525    |
| 2010  | 15 011    |
| 2020  | 20 380    |